# Mahmud Muhammad Szauki Abd ar-Rahim
Mahmud Muhammad Szauki Abd ar-Rahim (arab. محمود محمد شوقي عبدالرحيم ;ur. 14 lipca 2001) – egipski zapaśnik walczący w stylu klasycznym. Triumfator mistrzostw arabskich w 2019 i 2021. Wicemistrz Afryki juniorów w 2020 roku.